# Krabat (blöja)
Krabat var varumärket på en blöja som introducerades på 1950-talet av Mölnlycke. Under början av 1970-talet gick den även under varumärket Lenina Krabat. Lenina blev senare Mölnlyckes varumärke för T-blöjor.
Krabat var en så kallad snibblöja fram till 1980-talet. Till sådana blöjor användes en snibb som man knöt vid barnets sidor på höften. Krabat fanns även en kortare period som allt-i-ett-blöja i slutet av 1980-talet, för att senare avvecklas helt och bli Libero.